# Jaroslav Šabata
Jaroslav Šabata (ur. 2 listopada 1927 w Dolenicach na południu Moraw, zm. 14 czerwca 2012 w Brnie) – czechosłowacki filozof, polityk, politolog, uczestnik praskiej wiosny, rzecznik Karty 77.

## Życiorys
Urodził się w katolickiej rodzinie chłopskiej. Był wychowywany w środowisku czesko-niemieckim. Jego matka była Niemką. Ukończył gimnazjum w Brnie. W 1945 roku był na robotach przymusowych. W 1946 roku zdał maturę. Studiował filozofię, historiografię i psychologię na Uniwersytecie Masaryka W Brnie. W latach 1953–1964 był wykładowcą katedry marksizmu-leninizmu, a od 1964 do 1969 roku był kierownikiem katedry psychologii.

## Działalność polityczna
Niedługo po wojnie wstąpił do partii komunistycznej. W drugiej połowie lat pięćdziesiątych oraz w latach sześćdziesiątych angażował się w ruch reformatorski mający doprowadzić do przemian w partii komunistycznej. Wiosną 1968 roku został sekretarzem południowomorawskiego komitetu wojewódzkiego KPCz w Brnie. Założył platformę „Konieczność nowej inicjatywy” której celem było wywarcie nacisku na kierownictwo partyjne. Podczas nadzwyczajnego zjazdu KPCz sprzeciwił się inwazji na Czechosłowację. W maju 1969 został pozbawiony wszystkich funkcji partyjnych, a pod koniec roku stanowiska wykładowcy uniwersyteckiego. W latach 1970–1972 brał udział w tworzeniu struktur niezależnych. Był autorem Małego programu działania nawiązującego do praskiej wiosny. W 1971 roku nawoływał do bojkotu wyborów. Przed zakończeniem akcji został aresztowany. Został skazany na 6 i pół roku więzienia. Skazano także jego dwóch synów oraz córkę Annę Sabatową. W grudniu 1976 został warunkowo zwolniony z więzienia, po kilku dniach podpisał deklarację Karty 77. Pracował nad zasadami działalności karty. W październiku 1978 roku został aresztowany w pobliżu granicy polsko-czechosłowackiej i skazany za napaść na funkcjonariusza na dziewięć miesięcy więzienia. Odsiedział również 18 miesięcy poprzedniej kary. W grudniu 1980 roku opuścił więzienie. Był inicjatorem dialogu pomiędzy obrońcami praw człowieka w Europie Wschodniej i organizacjami zachodnioeuropejskimi. Jako pierwszy w apelu praskim zdefiniował postulat demokratycznego zjednoczenia NRD i RFN w jedno państwo jako warunek utworzenia Europy zjednoczonej i demokratycznej. W listopadzie 1989 był jedną z wiodących postaci aksamitnej rewolucji w Brnie, 22 listopada został wybrany na przewodniczącego Rady Forum Obywatelskiego w Brnie. W grudniu został deputowanym Zgromadzenia Federalnego. W latach 1990–1992 pełnił funkcję ministra bez teki. Od lipca do grudnia 1992 był doradcą przewodniczącego Zgromadzenia Federalnego i prezydenta Michala Kováča. Od 1990 jest organizatorem obywatelskich struktur życia politycznego. W latach 1991–1992 był członkiem Ruchu Obywatelskiego. W 1997 roku został członkiem Czeskiej Partii Socjaldemokratycznej. Od 1991 do 1998 był przewodniczącym, a następnie wiceprzewodniczącym Rady Nadzorczej Fundacji Bernarda Bolzana.
Pośmiertnie został 20 czerwca 2012 przez prezydenta Bronisława Komorowskiego odznaczony Krzyżem Komandorskim z Gwiazdą Orderu Zasługi Rzeczypospolitej Polskiej.